# Florian Znaniecki
Florian Witold Znaniecki (15. ledna 1882 Świątniki – 23. března 1958 Urbana, Illinois)  byl polský sociolog a filozof, který působil v Polsku a v USA. Je považován za jednu z nejdůležitějších osobností v historii polské a americké sociologie. Jeho teoretická a metodologická práce pomohla sociologii stát se samostatnou akademickou disciplínou. Jako spoluautor se s americkým sociologem Williamem I. Thomasem podílel na díle Polský sedlák v Evropě a Americe, které je považované za základ moderní empirické sociologie. Zkoumáním a představením definic jako humanistický koeficient nebo humanistická sociologie významně přispěl i do oblasti sociologické teorie. Stal se 44. presidentem Americké sociologické asociace. Řadí se k Chicagské škole.

## Život
Florian Znaniecki se narodil 15. ledna 1882 v Świątniki, v Polsku. Rané vzdělání obdržel od lektorů, následně studoval na střední škole ve Varšavě a Černstochově. Jeho známky dosahovaly nejlépe průměrných hodnot a jeden rok musel opakovat, především kvůli jeho mimoškolnímu zájmu o studium polského jazyka, což bylo v té době zakázáno.
Krátce studoval na Varšavské univerzitě, z níž však byl kvůli účasti na studentském protestu proti ruské administrativě vyloučen. Následně v letech 1903-1909 studoval literaturu, filosofii a pedagogiku na univerzitách v Curychu, Ženevě a Paříži, kde objevil svůj zájem o sociologii a účastnil se přednášek od Emila Durkheima. V roce 1910 získal doktorát z filosofie v Krakově po obhajobě disertační práce Problém hodnot ve filozofii.
Ve Varšavě se stal ředitelem Polské ochranné asociace emigrantů. Roku 1913 jej kontaktoval W. I. Thomas, americký sociolog, který prováděl výzkum na téma polských imigrantů v Chicagu. Znanieckého pozval na univerzitu v Chicagu po vypuknutí první světové války, aby mu pomáhal jako výzkumný asistent. Mezi lety 1918 a 1920 spolu pracovali na knize Polský sedlák v Evropě a v Americe , jež je dnes považována za sociologickou klasiku . Právě spolupráce s W.I. Thomasem inspirovala přechod Znanieckého z filosofa na sociologa. Po skandálu v roce 1919  následoval Znaniecki W. I. Thomase do New Yorku, kde přispěl k sepsání Thomasovy knihy Old World Traits Transplanted. V témž roce vydal Znaniecki knihu Cultural Reality .
V roce 1920 přijal místo předsedy filosofie na univerzitě Adama Mickiewicze v Poznani. Zde zorganizoval Polský sociologický institut a v roce 1930 zde začal vydávat první polský sociologický časopis Przegląd Socjologiczny (Sociological Review). Poznaň se tak stala centrem polské akademické sociologie.
V roce 1932 byl Znaniecki pozván na Kolumbijskou univerzitu, aby zde zkoumal dopady sociální změny na vzdělání. Zde se účastnil slavného Nedělního semináře (Sunday seminar), vedeného Robertem Maclverem, který Znanieckého inspiroval k vytvoření nejvyspělejší formulace jeho teoretických stanovisek v díle The Method of Sociology (1934).  Na Kolumbijské univerzitě působil Znaniecki v letech 1932-1932 a během léta 1939. To léto však jeho kariéra v Polsku skončila kvůli německé invazi Polska a následném vypuknutí druhé světové války. Po návratu do USA působil na univerzitě v Illinois a v roce 1942 obdržel americké občanství, což mu umožnilo stát se regulérním profesorem na Illinoiské univerzitě, kde působil až do odchodu do důchodu (1950).
V roce 1954 se stal 44. prezidentem americké sociologické asociace.
Florian Znaniecki zemřel na arteriosklerózu 23. března 1958 v Champaign, Illionois.

## Práce
Zaniecki byl zakladatelem pojmu humanistická sociologie. Věnoval se problému hodnoty a hodnocení a také jako jeden z prvních sociologiíkultury. Vytvořil pojem humanistický koeficient, kterým anticipuje řadu témat, která byla v sociologii rozpracována až od 60. let 20. století (zejména v sociologii interpretativní a v etnometodologii). Podle něj jsou všechny kulturní jevy projevy lidského vědomí a vědomé lidské činnosti. Daný význam pak mají jen v celkovém kontextu osobností, které je vytvořily a používají. Tento pojem má dvojí význam: ontologický - sociální realita produkovaná lidmi má zásadně odlišnou kvalitu od reality přírodní; metodologický význam - metody sociálních věd musejí být jiné než metody přírodních věd.
Z jeho knih nebyla žádná přeložena do českého jazyka.
Dle Znanieckého by sociologie měla zkoumat sociální vztahy, tvořené hodnotami, jejichž základním prvkem je člověk.
Rozlišoval čtyři typy sociálních vztahů:
• sociální činy: například pozdrav, každý čin se skládá z prvků, jako lidé, nástroje, metody, výsledky
• sociální vztahy: zde je zapotřebí dvou lidí a platformy; například závazek
• sociální skupina: jakákoli skupina uznávaná jako samostatná jednotka
• sociální osobnosti: vznikají pod vlivem sociálních hnutí
Znaniecki definoval čtyři typy charakteru a osobnosti:
• člověk humorný - lidé, kteří mají hodně času a práce je pro ně zábava
• člověk pracující - lidé, vnímající práci jako životní potřebu
• člověk dobře vychovaný - lidé z řad inteligence
• člověk deviantní - odlišní lidé, ne vždy v negativním slova smyslu

## Seznam děl
- 1910 Zagadnienie wartosci w filozofii (Problém hodnot ve filosofii)
- 1912 Humanizm i poznanie (Humanismus a poznání)
- 1918-20- The Polish Peeasant in Europe and America (Polský sedlák v Evropě a v Americe)
- 1919 Cultural Reality
- 1922 Wstep do socjologii (Úvod do sociologie)
- 1925 The Laws of Social Psychology
- 1928-30 Socjologia wychowania (Sociologie výchovy)
- 1931 Miasto w swiadomosci jego obywateli (Město z pohledu svých obyvatel)
- 1934 The method of sociology
- 1935 Ludzie terazniejsi a cywilizacja przyszlosci (Lidé dnes a civilizace zítřka)
- 1936 Social Action
- 1940 The Social Role of the Man of Knowledge
- 1952 Cultural Sciences
- 1952 Modern Nationalities